# Susan Sontag

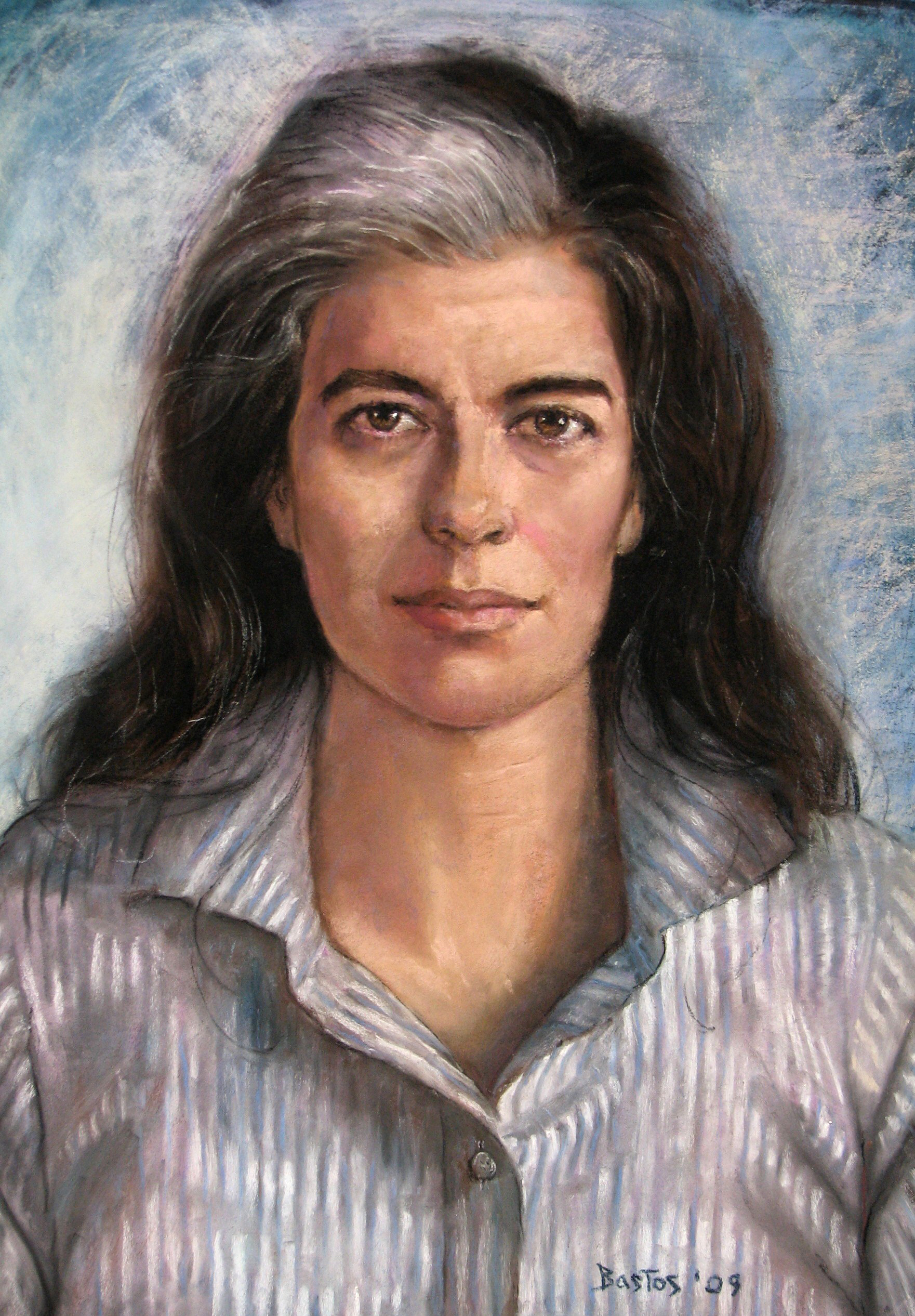
Susan Sontag geportretteerd door Juan Fernando Bastos in 1994

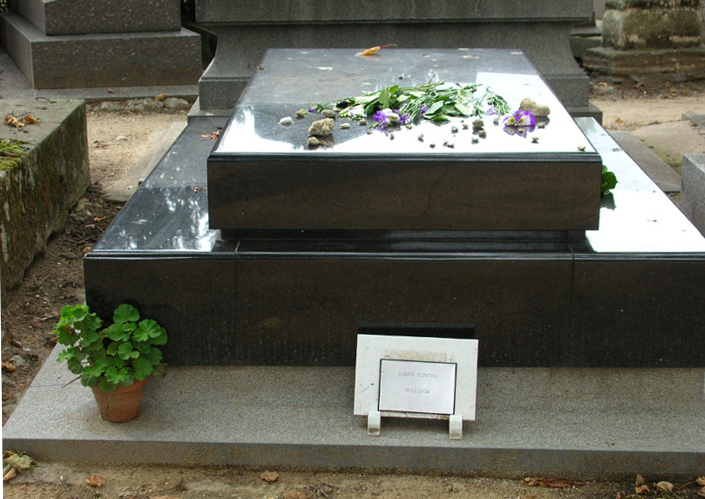
Graf van Susan Sontag

Susan Sontag, geboren als Susan Rosenblatt (New York, 16 januari 1933 - 28 december 2004), was een Amerikaanse schrijfster, filosoof, essayist en politiek activiste.

## Levensloop
Sontag kwam uit een Joods gezin. Ze was een dochter van een exporteur van bont en een alcoholistische lerares. Haar vaders zaken noopten haar ouders tot veelvuldige afwezigheid en zij groeide op bij haar grootouders in Tucson (Arizona). Haar vader stierf op zakenreis in China in 1939 aan tuberculose. Haar moeder hertrouwde en Susan Rosenblatt nam de achternaam van haar stiefvader Sontag aan.
Als tiener bezocht Sontag de highschool in Los Angeles. Ze bleek een uitzonderlijk begaafde leerlinge en behaalde op 15-jarige leeftijd het diploma na het overslaan van drie klassen. In 1949 studeerde ze af aan de Universiteit van Chicago, waar ze haar Bachelor of Liberal Arts haalde in Frans, literatuur en filosofie. In 1950 ontmoette ze in Chicago haar echtgenoot, de socioloog Philip Rieff (1922-2006). In 1952 - ze was toen negentien - kregen ze een zoon, David Rieff, die in 2008 zijn herinneringen aan zijn moeder publiceerde.
Na haar studies aan de Universiteit van Chicago behaalde ze haar master en promoveerde ze aan Harvard en aan het St. Anne's College in Oxford in de filosofie, literatuur en theologie. Daarna studeerde ze kortstondig in Parijs.
In 1959, het jaar waarin ze scheidden, kreeg Philip Rieff veel aandacht met een beroemd geworden studie naar de invloed van Sigmund Freud op de moderne cultuur. In 2019 toonde Sontags biograaf Benjamin Moser  aan dat zij en niet Rieff de eigenlijke auteur was van dit boek. Dat haar naam was weggelaten was onderdeel van de scheidingsvoorwaarden.
Sinds de jaren 1970 had zij lesbische relaties. In 1989 ontmoette ze de fotografe Annie Leibovitz, met wie ze in New York samenleefde in een penthouse in Chelsea, Manhattan.
Sontag kreeg een aantal keren kanker, waaronder borstkanker in 2000 en een zeldzame vorm van baarmoederhalskanker in 1998. Eind 2004 stierf ze aan de gevolgen van de chemokuren: myelodysplastisch syndroom (MDS), dat zich ontwikkelde tot acute myeloïde leukemie (AML).

## Werk en invloeden
Sontag schreef essays over poppentheater, choreografie, films en onderwerpen van culturele aard. In 1964 publiceerde ze een van haar bekendste werken, Notes on Camp, een werk over homoseksuele esthetica. Daarna volgden werken als Death Kit en The Volcano Lover. In totaal schreef ze 17 boeken, die vertaald werden in zo'n 32 talen. Naast geschreven werk produceerde ze ook voor film en theater. Ze regisseerde onder meer Duet for Cannibals.
Sontags werk is het resultaat van vele invloeden, waaronder haar joodse achtergrond en haar familie. Haar interesse omvat pornografie, (haar eigen) homoseksualiteit, cultuur, politiek, feminisme, kunst en kunstfilosofie, theater en ballet, waarbij zowel vorm als inhoud van de expressie belangrijk was. Sontag was een groot aanhanger van de gedachte dat kunst mensen kon informeren, vermaken en veranderen. Sontag won literatuurprijzen zoals de Amerikaanse National Book Award in 2000 en de Jeruzalemprijs in 2001. In 1989 hield ze in Leiden de Huizingalezing onder de titel Traditions of the New or: Must We Be Modern?.
Sontag was vrijwel haar hele leven politiek geëngageerd en klom door haar politieke inzichten en visies op tot de status van geweten van de Verenigde Staten. In 1967 trad Sontag naar voren met kritiek op de rol van het blanke ras in de wereldgeschiedenis en op de Verenigde Staten. Dat land was volgens haar opgebouwd op basis van genocide en de verovering van het Westen. Sontag was geen uitgesproken pacifist, zoals blijkt uit haar standpunten rond Amerikaans ingrijpen in de oorlogen in de Balkan na het uiteenvallen van Joegoslavië.
Met veel van haar standpunten oogstte Sontag gedurende haar leven zowel kritiek als lof. Tijdens de uitreiking van de Jeruzalemprijs in 2001 uitte ze in haar dankrede felle kritiek op de Israëlische regering aangaande haar beleid inzake de Palestijnen. Later dat jaar, na de aanslagen op 11 september in Amerika, stelde ze dat de aanslagen een gevolg waren van Amerikaanse buitenlandse politiek en zei verder: "Wat ook van de daders gezegd kan worden, ze zijn geen lafaards". Deze opmerking bezorgde haar zware kritiek, waarbij woorden als "landverrader" vielen. De gewraakte opmerking nam ze later terug.
De rest van haar leven was ze een critica van de regering van George W. Bush en van de oorlog in Irak. Voor haar inzet voor de toenadering tussen de Verenigde Staten en Europa en de vrijheid van meningsuiting ontving ze in 2003 op de Frankfurter Buchmesse de 54e Vredesprijs van de Duitse Boekhandel. In haar acceptatierede uitte ze felle kritiek op de "imperialistische politiek" van Bush en riep ze op om de kloof tussen de VS en Europa te dichten en gaf ze een sneer in de richting van de Amerikaanse ambassadeur in Duitsland, Daniel Coats.
Ze viel op door haar genadeloze kritiek op het naoorlogse fotowerk van de Afrikaanse Noebakrijgers door Leni Riefenstahl. In een essay vergeleek zij Riefenstahls aanpak met het schoonheidsideaal van de nazi-ideologie en had zij het over het "fascinerende fascisme" van Riefenstahls nieuwe werk.
Susan Sontag leverde regelmatig bijdragen aan The New Yorker, The New York Review of Books, Times Literary Supplement, The Nation, Granta, Partisan Review en London Review of Books.

### Fictie
- The Benefactor (1963)
- Death Kit (1967)
- I, etcetera (1978, korte verhalen)
- The Volcano Lover (1992)
- In America (2000)
- The Way We Live Now (1991)

### Non-fictie
- Against Interpretation and Other Essays (1966, waaronder Notes on Camp)
- Styles of Radical Will (1969, Farrar, Strauss and Giroux, New York.)
- On Photography (1977)
- Illness as Metaphor (1978)
- Under the Sign of Saturn (1980, essays over Emil Cioran, Antonin Artaud, Hans-Jürgen Syberberg, Roland Barthes, Leni Riefenstahl,[9] Walter Benjamin, Elias Canetti)
- AIDS and Its Metaphors (1988, vervolg op Illness as metaphor)
- Where the Stress Falls (2001)
- Regarding the Pain of Others (2003)
- At the Same Time (2007, postuum gebundelde essays en voordrachten), redactie Paolo Dilonardo en Anne Jump, voorwoord David Rieff.

Mogelijk (grotendeels) door haar geschreven:
- Philip Rieff: Freud: The Mind of the Moralist (1959)[5][6]

### Dagboeken en aantekeningen
- Reborn: Journals and Notebooks, 1947–1963 (redactie David Rieff, 2008)
- As Consciousness Is Harnessed to Flesh: Journals and Notebooks, 1964–1980 (redactie David Rieff, 2012)

- Bibsys: 90066459
- Biblioteca Nacional de Chile: 000039500
- Biblioteca Nacional de España: XX973502
- Bibliothèque nationale de France: cb119251493 (data)
- Catàleg d'autoritats de noms i títols de Catalunya: 981058521587006706
- CiNii: DA00201330
- Digitale Bibliotheek voor de Nederlandse Letteren: sont006
- Gemeinsame Normdatei: 118751506
- International Standard Name Identifier: 0000 0001 2103 7046
- Library of Congress Control Number: n79049274
- Nationale Bibliotheek van Letland: 000030641
- MusicBrainz: 93161950-5f98-4a51-88d5-9d314b5844a9
- Bibliotheek van het Japanse parlement: 00457173
- Nationale Bibliotheek van Tsjechië: xx0004610
- Nationale bibliotheek van Australië: 35512733
- Nationale Bibliotheek van Israël: 987007268478105171
- Nationale Bibliotheek van Polen: a0000002384822
- Nationale en Universitaire bibliotheek Zagreb: 000015690
- Nederlandse Thesaurus van Auteursnamen: 068466994
- PIC: 68508
- Réseau des bibliothèques de Suisse occidentale: 02-A000153990
- RKD-Nederlands Instituut voor Kunstgeschiedenis: 363440
- Istituto Centrale per il Catalogo Unico: CFIV093611
- LIBRIS: 218713
- SNAC: w67081t6
- Système universitaire de documentation: 027143597
- Trove: 980182
- Union List of Artist Names: 500092007
- Virtual International Authority File: 108171730
- WorldCat: E39PBJwtgMyPfqHwK7jbmt3CwC